# 승부사
《승부사》는 1998년 9월 16일부터 1998년 12월 3일까지 방송되었던 SBS 수목 드라마였는데 비리 집단과 맞서는 사기 도박단의 이야기지만 폭력이 양념 선을 넘었다는 지적을 샀다.

## 프로그램 소개
승부사는 승부수를 띄운 젊은이들의 정의와 야망 그리고 사랑. 투철한 법치주의자이자 사기범 전담 형사와 사기 전과자 주인공이 부정부패 척결을 위해 무역 회사를 가장한 의문의 단체와 벌이는 대결이 드라마의 새로운 영역을 개발한다. 승부수에 얽힌 사랑과 질투가 주는 감성과 함께 도둑질이나 폭력이 아닌 재치 있고 기발한 속임수를 통해 승부사들의 활약을 그려 서민들에게 경쾌함과 통쾌함을 전해주는 완전 픽션의 새로운 정치 드라마다.시작 음악

## 제작진

### 극본
- 권인찬

### 연출
- 이강훈

## 등장 인물
- 송승헌 : 정민수 역
- 김남주 : 서희정 역
- 구본승 : 이성식 역
- 김소연 : 김서주 역
- 최재성 : 이종식 역
- 정동환 : 박찬무 역
- 권오중 : 박추 역
- 박찬환 : 우충섭 역
- 송영창 : 신현길 역
- 박철 : 김완주 역
- 김성령 : 서유리 역
- 최종환 : 고 형사 역
- 김선아 : 양 형사 역
- 김홍표 : 이성술 역
- 송경철 : 이종술 역
- 이상인 : 유도준 역
- 고세원 : 팀장 역
- 이요원 : 소연 역
- 이승형 : 희정 부서 동료1 역
- 황동주 : 희정 부서 동료2 역
- 강인덕 : 계장 역
- 김영인 : 김창린 회장 역
- 김기현 : 신부 역
- 김성겸 : 김형중 역
- 신귀식 : 징계 위원장 역
- 배도환 : 이대리 역
- 김명수 : 강정수 역
- 이희도 : 최기태 역
- 김남진
- 김명민
- 윤기원
- 장은비
- 이상은
- 임유진
- 정욱
- 고미영
- 박광현
- 방경림
- 김미희
- 김주혁 : 단속 경찰 역
- 조권탁 : 단속 경찰 역
- 박미영
- 이희정
- 라재웅
- 황미선
- 공형진
- 김희정
- 황일청
- 김영인 : 김창린 회장 역
- 이재훈 : 김창린 부하 역
- 송재호 : 친일파 자손 이철규 역
- 정진 : 도장 기술자 역
- 김원배 : 고 상무 역
- 하대경 : 황주익 역
- 정욱 : 제임스 리 역
- 최상훈 : 주상호 역
- 정은표 : 고형사 역
- 최동준 : 우 회장 지인 역
- 이기영 : 성식 아는 형 역
- 남영진 : 금융회사 강남지점장 역
- 이기열 : 나이트 사장 역
- 김건호 : 나이트 간부 역
- 유준석 : 민수 선배 형사 역
- 임대호 : 박추 아는 동생 역
- 정호근 : 강 기자 역